# Kim Liên
Kim Liên est une commune du Viêt Nam située dans la province de Nghệ An, région de Bắc Trung Bộ. Hồ Chí Minh y a passé sa petite enfance[réf. nécessaire]. L’économie locale est basée sur l’agriculture.